# Arnold's Christmas
“Arnold’s Christmas” (tạm dịch: Giáng Sinh của Arnold) là tập phim thứ mười một của mùa đầu tiên loạt phim hoạt hình truyền hình Hey Arnold!. Là một tập Giáng Sinh, nó lần đầu lên sóng trên Nickelodeon, Hoa Kỳ vào ngày 11 tháng 12 năm 1996. Cốt truyện “Arnold’s Christmas” xoay quanh hành trình Arnold trong vai trò ông già Noel bất ngờ tìm kiếm đứa con gái thất lạc thời Chiến tranh Việt Nam của ông Hyunh. Giới phê bình coi “Arnold’s Christmas” là một trong những tập xuất sắc nhất toàn loạt phim và thường xếp nó vào các danh sách tập phim Giáng Sinh hoặc ngày lễ hay nhất.

## Nội dung
Để trao quà Noel bí mật, Arnold (Toran Caudell) chơi bắt thăm và bắt trúng tên ông Hyunh (Baoan Coleman). Cậu rất muốn tặng ông Hyunh một món quà đặc biệt nhưng lại không biết nhiều về ông. Arnold đến thăm ông Hyunh và nghe ông kể về hành trình đến Hillwood. Ông Hyunh sống ở Việt Nam những năm Chiến tranh Việt Nam, và phải giao đứa con gái nhỏ Mai (Lê Thị Hiệp) cho lính Mỹ, mong cô bé có cuộc sống tốt hơn ở Hoa Kỳ. Tận tới hai mươi năm sau, ông Hyunh mới có thể rời Việt Nam đến Hoa Kỳ xin tị nạn để tìm kiếm đứa con gái biệt tăm tại Hillwood, thành phố nơi cô được đưa đến.
Arnold cùng người bạn thân nhất Gerald (Jamil Walker Smith) lên đường giúp ông Hyunh tìm lại đứa con gái trước dịp lễ Giáng Sinh. Dù rất nỗ lực nhưng vì gặp phải thói quan liêu, họ vẫn chẳng thể tìm được Mai. Arnold đành bỏ cuộc trong tuyệt vọng. Thế nhưng, nhờ Helga (Francesca Marie Smith) bí mật giúp đỡ, hai cha con họ Hyunh rốt cuộc cũng đoàn tụ trong đêm Giáng Sinh.

## Sản xuất
Steve Viksten nảy ra ý tưởng khám phá quá khứ ông Hyunh và thuyết phục thành công nhà sáng tạo chương trình Craig Barlett. Sau đó, ông trình bày ý tưởng với diễn viên lồng tiếng nhân vật ông Hyunh là Baoan Coleman. Coleman, một người tị nạn Việt Nam, đáp lại rằng “Tôi đã trải nghiệm điều này.” Không dễ để tập phim lên sóng. Các nhà điều hành phản đối, cho rằng chủ đề tập phim quá “nặng nề” vì xoay quanh một cuộc chiến cụ thể, và từ chối phát sóng tập phim ngay khi nó mới trải qua một nửa quá trình sản xuất. Một giám đốc điều hành tại Nicklelodeon mang “Arnold’s Christmas” về cho con trai bà xem. Phản ứng của cậu bé trước cuộc chia ly giữa ông Hyunh và bé Mai đã thuyết phục vị giám đốc điều hành này phê duyệt tập phim.
Do tính chất nhạy cảm của tập phim, đội ngũ sản xuất phải cộng tác chặt chẽ với Coleman để đảm bảo tính trung thực của các sự kiện lịch sử được đề cập. Vì Hey Arnold! là một chương trình dành cho trẻ em, đội ngũ sản xuất không hề nhắc trực tiếp tới Chiến tranh Việt Nam mà ngầm ám chỉ một cách rất “nên thơ”, thông qua một phân cảnh kết thúc bằng đoạn ghi ta kịch tính của nhà soạn nhạc Jim Lang. Chính Lang cũng coi phần nhạc phim “Arnold’s Christmas” là một trong những tác phẩm tâm đắc nhất của mình. Để đảm bảo nhân vật Hyunh nói tiếng Anh đậm chất âm tiếng Việt, suốt quá trình thu âm lồng tiếng, Barltlett viết lại mọi câu thoại mà Coleman cảm thấy khó khăn hay không thoải mái khi nói.

## Phản hồi
"Arnold's Christmas" ra mắt trên Nickelodeon vào ngày 11 tháng 12 năm 1996, phát hành định dạng băng VHS tại gia một năm sau đó.  Bài phê bình trên tờ Hartford Courant viết rằng dù thông điệp "kẻ tham lam rút bài học về ý nghĩa thật sự của Giáng Sinh từ một người kém may mắn hơn" là rập khuôn, tập phim "sử dụng một tình tiết lịch sử thú vị để biến câu chuyện trở nên mới mẻ và cảm động", đồng thời dạy trẻ em về chiến tranh Việt Nam "một cách không ăn khớp".
"Arnold's Christmas" được đánh giá là một tập phim truyền hình thiếu nhi ấn tượng và tiên phong. Các nhà quan sát cho rằng đây là một trong những lần đầu tiên trên truyền hình Mỹ, chiến tranh Việt Nam được khai thác qua góc nhìn của người Việt.  Nhiều người Mỹ gốc Á, kể cả người Mỹ gốc Việt, từng lớn lên trong thập niên 1990, hoài niệm về tập phim này như một trong những lần duy nhất lịch sử của họ được phản ánh trong văn hóa đại chúng và xem đó như một nguồn cảm hứng. Họ đánh giá cao việc ông Hyunh có thể tự kể chuyện chính mình, dù không thành thạo tiếng Anh. Do mạng xã hội chưa xuất hiện vào thời điểm "Arnold's Christmas" phát hành, các nhà làm phim chưa biết được mức độ ảnh hưởng của tập phim đối với khán giả gốc Á mà chỉ nghe thuật lại khi các khán giả này đã trưởng thành.
Tập phim thường được liệt kê trong các danh sách tập phim về ngày lễ hay nhất, trong đó có Variety, Screen Rant, IndieWire, và Den of Geek. Nó cũng giành nhiều ưu ái từ khán giả, dẫn đầu danh sách tất cả các tập phim của loạt phim Hey Arnold! trên IMDb, cũng như danh sách các tập phim về ngày lễ trên Nickelodeon, thứ ba trong tất cả các tập phim về Giáng Sinh, thứ chín trong danh sách của CBR liệt kê các tập phim cảm động nhất loạt phim, và dẫn đầu danh sách của trang web này liệt kê các khoảnh khắc cảm động nhất trên hoạt hình Nickelodeon.